# 唐河 (蒙大拿州)
唐河（英語：Tongue River）是黄石河的一条支流，长约426公里，发源于怀俄明州的大角山，流经怀俄明州的北部和蒙大拿州的东南部，在蒙大拿州迈尔斯城注入黄石河。